# Kaito Ishikawa
Pour les articles homonymes, voir Ishikawa.
Kaito Ishikawa (石川 界人, Ishikawa Kaito), né le 13 octobre 1993 à Tokyo, est un acteur japonais.

## Biographie
Kaito Ishikawa se fait connaitre en prêtant sa voix pour le film d’animation japonais Your Name.. Puis il double le personnage Genos de la célèbre série animé One Punch Man et fera également le doublage de Azusagawa Sakuta dans l'adaptation animé de Rascal Does Not Dream of Bunny Girl Senpai

## Filmographie

### Cinéma
- 2014 : Bodacious Space Pirates
- 2014 : Les Chevaliers du Zodiaque : La Légende du Sanctuaire : Seiya
- 2014 : Suisei no gargantia : Ledo
- 2014 : Lord Marksman and Vanadis : Tigrevurmud Vorn
- 2016 : Your Name. : Shinta Takagi
- 2017 : Black Butler: Book of the Atlantic : Ryan Stoker
- 2017 : Genocidal Organ : Leland
- 2017 : Kuroko's Basket: Last Game : Kensuke Fukui
- 2017 : Pokémon, le film : Je te choisis ! : Lougaroc
- 2018 : My Hero Academia Two Heroes : Tenya Iida
- 2019 : The Alchemist Code
- 2019 : My Hero Academia: Heroes Rising : Tenya Iida

### Télévision
- 2012 : Hyouka : un membre de l'équipe de Baseball (1 épisode)
- 2012 : Say I love you : Taku (3 épisodes)
- 2012-2013 : Sakurasou no Pet na Kanojo : plusieurs personnages (2 épisodes)
- 2013 : Suisei no gargantia : Red
- 2013 : Red Data Girl : Manatsu Soda (9 épisodes)
- 2013 : Tokyo Ravens : Tsuchimikado Harutora
- 2013-2014 : Golden Time : Mitsuo Yanagisawa (20 épisodes)
- 2013-2014 : Nagi no Asukara : Tsumugu Kihara (25 épisodes)
- 2014 : Marvel Disk Wars: The Avengers : le faucon (1 épisode)
- 2014 : Atelier Escha and Logy: Alchemists of the Dusk Sky : Logix Fiscario (12 épisodes)
- 2014 : Dramatical Murder : Alpha (1 épisode)
- 2014 : Celestial Method : Souta Mizusaka
- 2014 : Terror in Resonance : Nine (11 épisodes)
- 2014 : Seiken Tsukai no World Break : Moroha Haimura (12 épisodes)
- 2014-2015 : Rinne : Rinne Rokudo (12 épisodes)
- 2014-2015 : Kuroko's Basket : Kensuke Fukui (8 épisodes)
- 2014-2016 : Terra Formars ! Marcos Eringrad Garcia (18 épisodes)
- 2014-2016 : Haikyū!! : Tobio Kageyama (60 épisodes)
- 2015 : Yamada-kun and the Seven Witches : Ren Asano (1 épisode)
- 2015 : Ninja Slayer : le grenadier (1 épisode)
- 2015 : Gangsta. : Cody Balfour (7 épisodes)
- 2015 : Heavy Object : Havia Winchell (5 épisodes)
- 2015 : Noragami : Koto Fujisaki (4 épisodes)
- 2015 : Seraph of the End : Shiho Kimizuki (21 épisodes)
- 2015 : Macross Delta : Roid Brehm (1 épisode)
- 2015-2016 : Assassination Classroom : Ren Sakakibara (8 épisodes)
- 2015-2016 : Gate - Au-delà de la porte : Takeo Kurata (15 épisodes)
- 2015-2016 : One Punch Man : Genos (18 épisodes)
- 2015-2016 : Concrete Revolutio : Jiro Hitoyoshi (24 épisodes)
- 2016 : Prince of Stride : Shiki Dozono
- 2016 : Twin Star Exorcists : Shimon Ikaruga
- 2016 : Kuromukuro : Ryoto Akagi
- 2016 : Bungo Stray Dogs : Rokuzou Taguchi (2 épisodes)
- 2016 : Kabaneri of the Iron Fortress : Uryu (1 épisode)
- 2016 : Days : Tetsuya Nitobe (1 épisode)
- 2016 : Battery : Keita Higashidani
- 2016 : Re:Zero kara hajimeru isekai seikatsu : Wilhelm jeune (2 épisodes)
- 2016-2017 : Pokémon : Kiawe (13 épisodes)
- 2016-2018 : My Hero Academia : Tenya Iida (56 épisodes)
- 2017 : Kono subarashii sekai ni shukufuku o! : Walther (1 épisode)
- 2017 : Tsurezure Children : Takuro Sugawara (7 épisodes)
- 2018 : B The Beginning : Minatsuki (10 épisodes)
- 2018 : Pop Team Epic : Pipimi (1 épisode)
- 2018 : Mahō Shōjo Ore : Saki Uno
- 2018 : L'Attaque des Titans : Lou (1 épisode)
- 2018 : Overlord : Hekkeran Termite (3 épisodes)
- 2018 : Tokyo Ghoul : Kuki Urie (12 épisodes)
- 2018 : The Rising of the Shield Hero : Naofumi Iwatani (25 épisodes)
- 2018 : Seishun buta yarō : Sakuta Azusagawa (13 épisodes)
- Tsurune ' : Kaito Onogi (13 épisodes)
- 2012 : Hyouka : un membre de l'équipe de Baseball (1 épisode)
- 2012 : Say I love you : Taku (3 épisodes)
- 2012-2013 : Sakurasou no Pet na Kanojo : plusieurs personnages (2 épisodes)
- 2013 : Suisei no gargantia : Red
- 2013 : Red Data Girl : Manatsu Soda (9 épisodes)
- 2013 : Tokyo Ravens : Tsuchimikado Harutora
- 2013-2014 : Golden Times : Mitsuo Yanagisawa (20 épisodes)
- 2013-2014 : Nagi no Asukara : Tsumugu Kihara (25 épisodes)
- 2014 : Marvel Disk Wars: The Avengers : le faucon (1 épisode)
- 2014 : Atelier Escha and Logy: Alchemists of the Dusk Sky : Logix Fiscario (12 *épisodes)
- 2014 : Dramatical Murder : Alpha (1 épisode)
- 2014 : Celestial Method : Souta Mizusaka
- 2014 : Terror in Resonance : Nine (11 épisodes)
- 2014 : Seiken Tsukai no World Break : Moroha Haimura (12 épisodes)
- 2014-2015 : Rinne : Rinne Rokudo (12 épisodes)
- 2014-2015 : Kuroko's Basket : Kensuke Fukui (8 épisodes)
- 2014-2016 : Terra Formars ! Marcos Eringrad Garcia (18 épisodes)
- 2014-2016 : Haikyū!! : Tobio Kageyama (60 épisodes)
- 2015 : Yamada-kun and the Seven Witches : Ren Asano (1 épisode)
- 2015 : Ninja Slayer : le grenadier (1 épisode)
- 2015 : Gangsta. : Cody Balfour (7 épisodes)
- 2015 : Heavy Object : Havia Winchell (5 épisodes)
- 2015 : Noragami : Koto Fujisaki (4 épisodes)
- 2015 : Seraph of the End : Shiho Kimizuki (21 épisodes)
- 2015 : Macross Delta : Roid Brehm (1 épisode)
- 2015-2016 : Assassination Classroom : Ren Sakakibara (8 épisodes)
- 2015-2016 : Gate - Au-delà de la porte : Takeo Kurata (15 épisodes)
- 2015-2016 : One Punch Man : Genos (18 épisodes)
- 2015-2016 : Concrete Revolutio : Jiro Hitoyoshi (24 épisodes)
- 2016 : Prince of Stride : Shiki Dozono
- 2016 : Twin Star Exorcists : Shimon Ikaruga
- 2016 : Kuromukuro : Ryoto Akagi
- 2016 : Bungo Stray Dogs : Rokuzou Taguchi (2 épisodes)
- 2016 : Kabaneri of the Iron Fortress : Uryu (1 épisode)
- 2016 : Days : Tetsuya Nitobe (1 épisode)
- 2016 : Battery : Keita Higashidani
- 2016 : Re:Zero kara hajimeru isekai seikatsu : Wilhelm jeune (2 épisodes)
- 2016-2017 : Pokémon : Kiawe (13 épisodes)
- 2016-2018 : My Hero Academia : Tenya Iida (56 épisodes)
- 2017 : Kono subarashii sekai ni shukufuku o! : Walther (1 épisode)
- 2017 : Tsurezure Children : Takuro Sugawara (7 épisodes)
- 2018 : B The Beginning : Minatsuki (10 épisodes)
- 2018 : Pop Team Epic : Pipimi (1 épisode)
- 2018 : Mahō Shōjo Ore : Saki Uno
- 2018 : L'Attaque des Titans : Lou (1 épisode)
- 2018 : Overlord : Hekkeran Termite (3 épisodes)
- 2018 : Tokyo Ghoul : Kuki Urie (12 épisodes)
- 2018 : The Rising of the Shield Hero : Naofumi Iwatani (25 épisodes)
- 2018 : Seishun buta yarō : Sakuta Azusagawa (13 épisodes)
- Tsurune : Kaito Onogi (13 épisodes)
- 2020-2021 : Beyblade Burst Sparking : Lean Walhalla (52 épisodes)
- 2021 : Les mémoires de Vanitas : Noé l'Archiviste

- 2023 : karaku (clone de Hantengu) Demon Slayer: Kimetsu no Yaiba
- 2023 : The Kingdoms of Ruin : Adonis

### Jeu vidéo
- 2012 : Bravely Default : Sir Owen
- 2015 : 7th Dragon : Unit 13
- 2016 : Star Ocean 5: Integrity and Faithlessness : Fidel Camuze
- 2016 : World of Final Fantasy : Mel
- 2018 : Grand Summoners : Berwick
- 2018 : Valkyria Chronicles 4 : Forseti
- 2019 : Kingdom Hearts 3 : Gula
- 2019 : Devil May Cry 5 : Nero
- 2019 : Fire Emblem: Three Houses : Dimitri Alexandre Blaiddyd
- 2019 : Fire Emblem Heroes : Dimitri Alexandre Blaiddyd, Elffin
- 2020 : Captain Tsubasa: Rise of New Champions : Carlos Bara
- 2020 : Arknights : Thorns
- 2021 : Grand Chase : Harpe
- 2022 : Tower of Fantasy : Tian Lang
- 2022 : Punishing : Gray Raven : Noan
- 2022 : Fire Emblem Warriors: Three Hopes : Dimitri Alexandre Blaiddyd
- 2023 : Fire Emblem Engage : Dimitri Alexandre Blaiddyd